# Лембофилловые
Лембофилловые (лат. Lembophyllaceae)  — семейство листостебельных мхов порядка Гипновые (Hypnales).

## Роды
По данным NCBI, семейство в себя включает следующие роды:
- Bestia Broth. — Бестия
- Camptochaete Reichardt
- Dolichomitra (Lindb.) Broth.
- Dolichomitriopsis S.Okamura
- Fallaciella H.A.Crum
- Fifea H.A.Crum — Фифея
- Isothecium Brid.
- Lembophyllum Lindb. — Лембофиллум typus
- Looseria (Ther.) D.Quandt et al
- Neobarbella Nog. — Необарбелла
- Pilotrichella (Muell.Hal.) Besch. — Пилотрихелла
- Rigodium Kunze ex Schwaegr. — Ригодиум
- Tripterocladium A.Jaeger
- Weymouthia Broth.